# Las Cinco Lagunas
Las Cinco Lagunas son una serie de lagunillas de origen glaciar, situadas en la cabecera de la Garganta del Pinar, en la vertiente norte del Macizo Central de la sierra de Gredos. Se localizan en el municipio español de Zapardiel de la Ribera, en la provincia de Ávila.

## Contexto geográfico

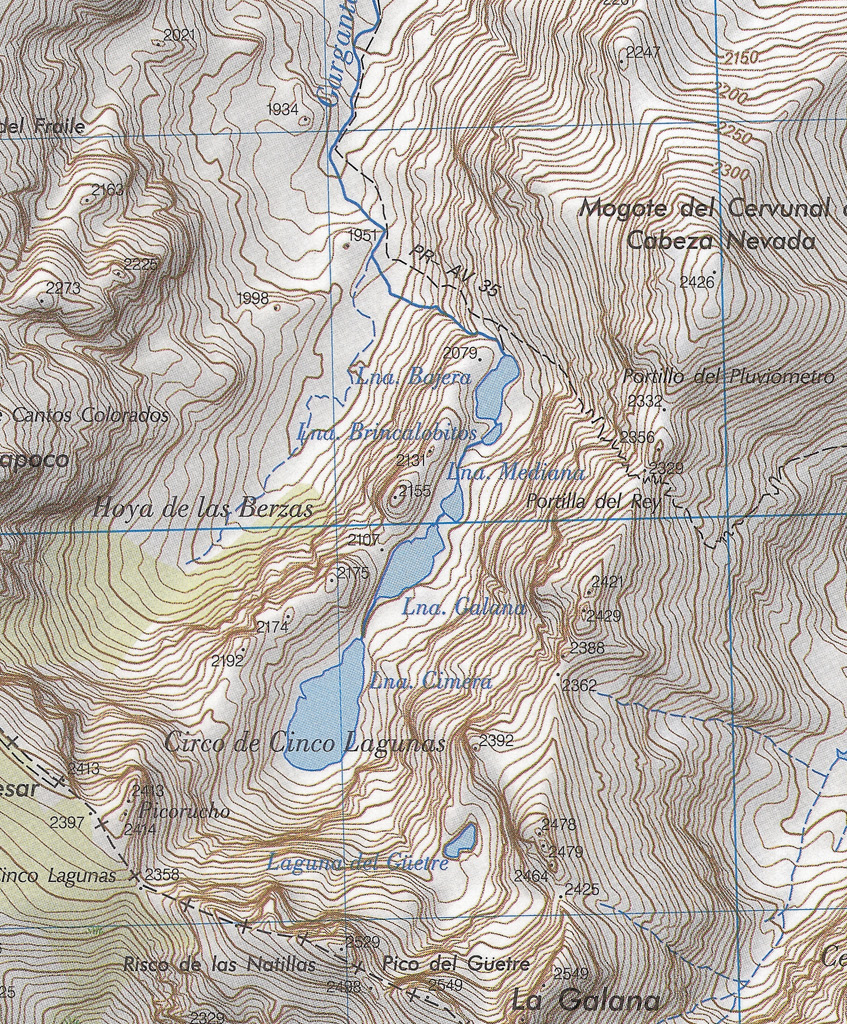
Detalle de la hoja 577 del Mapa Topográfico Nacional con el circo de las Cinco Lagunas

La existencia de las Cinco Lagunas y el aspecto de toda su zona se debe a la acción erosiva de los grandes glaciares que se formaron en el Alto Gredos durante el Pleistoceno.
La cabecera de la Garganta del Pinar constituye un circo glaciar con una peculiar configuración geomorfológica. Está formada por dos cubetas: la Hoya de las Berzas al oeste y la de Cinco Lagunas al este, como un escalón más elevado. Esta hoya está delimitado por Cabeza Nevada al norte y la cuerda y crestas que lo unen con el Pico de la Galana. Desde ahí, el Cuchillar del Gutre lo cierra por el sur hasta el Risco de Cinco Lagunas o Picurucho. De él sale un espinazo de cumbres redondeadas que lo separan de la Hoya de las Berzas al oeste. Por contraste con el formidable caos de bloques rocosos de ésta, dicha hoya superior alberga una cadena de lagunillas con orientación SSO-NNE que vierten aguas unas en otras hasta que el torrente se despeña 100 m para alcanzar el fondo de la Garganta. Encima de esta hoya glaciar, se encuentra una menor que aloja la lagunilla más elevada de Gredos: la del Gutre o Güetre. Las Cinco Lagunas son, sucesivamente, de norte a sur:
| Denominación         | Altura s.n.m. | Extensión |
| -------------------- | ------------- | --------- |
| Laguna Bajera        | 2073 m        | 1,0 ha    |
| Laguna Brincalobitos | 2074 m        | 0,1 ha    |
| Laguna Mediana       | 2097 m        | 0,3 ha    |
| Laguna Galana        | 2101 m        | 1,6 ha    |
| Laguna Cimera        | 2103 m        | 4,6 ha    |

(Datos procedentes de la cartografía del IGN).
La profundidad máxima, medida en la mayor de las lagunas es de 9,35 m (ver mapa batimétrico en).

## Aspectos ecológicos
El clima y la altitud de las lagunas, con coberturas de hielo mayores de siete meses en algunos casos, las convierte en ecosistemas escasamente productivos. Originalmente carecían de fauna piscícola. Un salmónido, el salvelino o trucha de arroyo (salvelinus fontinalis) procedente de Norteamérica se introdujo entre las décadas de 1940 y 1960. Es un voraz depredador y las consecuencias de su presencia en las lagunas no han sido evaluadas, en particular las que pueda tener sobre los anfibios endémicos bufo bufo gredosicola y salamandra salamandra almanzoris. La nutria (lutra lutra) aparece estacionalmente durante el periodo reproductor de los anfibios para alimentarse de ellos.
El entorno de las lagunas es fundamentalmente rocoso, con pequeñas zonas de prados en rincones favorables, cervunal en su mayor parte. Debido a su localización remota y la ausencia de ganado, la zona de Cinco Lagunas no ha sufrido tanto la presión turística y la degradación que afecta a otras zonas de la sierra de Gredos.

## Aspectos recreativos
Situadas en el parque regional de la Sierra de Gredos, constituyen uno de los parajes  más destacados del mismo y son destino de excursiones y actividades deportivas de montaña . Su acceso a pie más sencillo se realiza por el sendero PR-AV 35 que recorre la Garganta del Pinar, desde Navalperal de Tormes y requiere unas cuatro horas de marcha.